# Spiraea myrtilloides
Spiraea myrtilloides är en rosväxtart som beskrevs av Alfred Rehder. Spiraea myrtilloides ingår i släktet spireor, och familjen rosväxter. Utöver nominatformen finns också underarten S. m. pubicarpa.